# Cauaçus
Os Cauaçus ou Bando dos Cauaçus foi um grupo de jagunços ou cangaceiros que atuaram no sertão da Bahia na década de 1910, antes do bando de Lampião.
Inicialmente, os cauaçus, antes de formarem um bando, eram fazendeiros, donos de muitas cabeças de gado em Jequié; Brejo Grande; Conquista; Maracás; Amargosa e Boa Nova. Em Ituaçu, antigo Brejo Grande, duas famílias disputavam o poder local: os Silvas, chamados de "rabudos", e os Gondins, denominados de "mocós" (Araújo, 1997). Por conta do assassinato de um dos membros da família Cauaçu, a mando de um dos líderes dos “rabudos” na região de Jequié, cidade do interior da Bahia, Anésia Cauaçu se revolta e funda o seu próprio bando, iniciando uma luta entre as famílias que mobilizam pessoas de ambos os lados, assim como as autoridades locais.
O bando dos Cauaçus contava com mais de 100 homens e mulheres dispostos a lutarem, além de bons conhecedores da região, bem armados e municiados, tornando invencíveis para a força expedicionária, que por sua vez, não contava com tamanha estrutura do bando.

## Características
O Bando dos Cauaçus usavam roupas e chapéus de couro, trajes típicos dos sertanejos e vaqueiros da região. 
Quando atuavam na região de Jequié, eles ficavam de vigia em cima de uma pedra da região chamada "Pedra do Curral Novo", pois assim, do alto, eles obtinham uma vista panorâmica da cidade e uma facilidade de avistar a chegada de outros bandos rivais. Isto era uma vantagem principalmente para a Anésia Cauaçu (precursora do bando), ela era muito boa de mira e acertava os inimigos com muito mais facilidade.

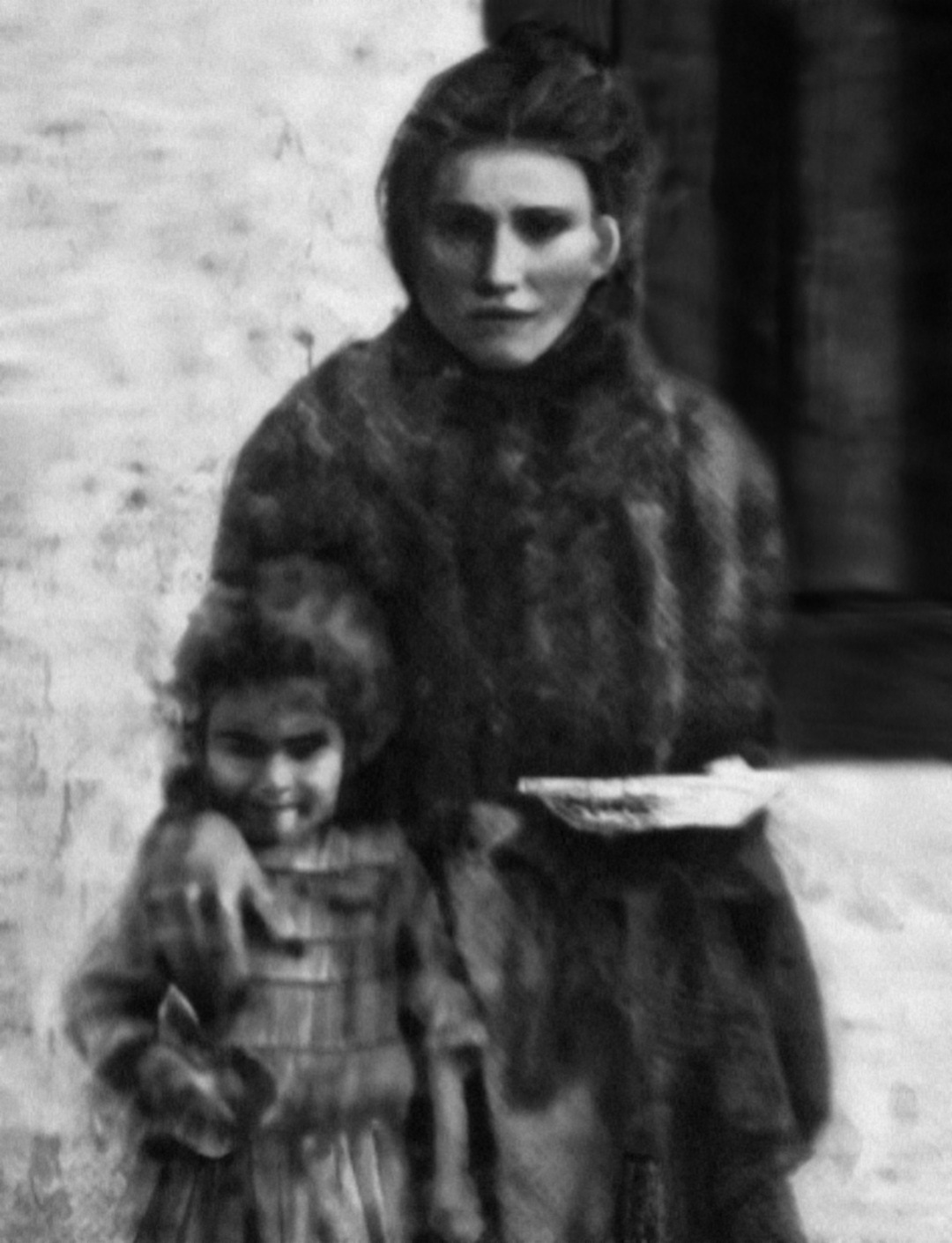
Foto real de Anésia Cauaçu e sua filha - Jornal A TARDE.

Anésia Cauaçu era uma moça valente e bonita, era alta, tinha pele branca, olhos azuis e cabelos longos e escuros. Portava diversas armas e se vestia como um jagunço. Usava um chapéu de couro típico dos vaqueiros da região e roupas de couro, além de um lenço no pescoço e uma calça de couro que lhe servia para montar seu cavalo.

## Referencias
1. ↑  «Bando dos Cauaçus - PDF» (PDF)
2. ↑  «Anésia Cauaçu e a presença feminina no cangaço - PDF» (PDF)